# Leonello Martini
Leonello Martini (Bologna, 16 marzo 1907 – Milano, 25 dicembre 1990) è stato uno scrittore e fumettista italiano.

## Biografia
Esordì come scrittore di romanzi rosa nel 1936 con la casa editrice Impero di Umberto Pagani; continuò negli anni diversificando la produzione scrivendo anche romanzi giallo e polizieschi pubblicati spesso nella collana "I Romanzi del Quadrifoglio" delle edizioni S.A.D.E.L.. Aggiunge alla sua attività di scrittore anche quella di sceneggiatore di fumetti esordendo con la storia La tigre del Mareb edita dalla Impero. Grazie poi alla conoscenza con Giovanni Luigi Bonelli entra nella redazione della Edizioni Audace come redattore oltre che come sceneggiatore di fumetti. Successivamente entra nelle Edizioni Alpe di Giuseppe Caregaro con la quale collaborerà per quasi trent'anni diventandone anche direttore; durante la seconda guerra mondiale scrive per le Edizioni Alpe molte testate ma poi è costretto a trasferirsi in Svizzera.
Dopo la guerra rientrò in Italia riprendendo la direzione della casa editrice e attivandosi per diverse iniziative editoriali. Fonda anche una propria casa editrice insieme a Giuseppe Ponzoni, la Victory, per pubblicare in proprio cineromanzi allora di moda oltre a una serie di romanzi trasposizione di film scritti da lui stesso; produsse anche storie a fumetti come Mistero, Ragar, Il giustiziere mascherato, Texas Bill, Tony Boy e Tony Sceriffo, pubblicati sulle testate Albo Victory, e Albo Victory Mignon, disegnati da Franco Donatelli, Giovanni De Gaspari, Nevio Zeccara, Francesco Pescador.
Durante gli anni cinquanta continua comunque l'impegno con la Alpe che produsse in questo periodo fumetti avventurosi e umoristici, come Cucciolo e Tiramolla, che raggiunsero notevole successo per tutto il decennio e quello successivo. Nello stesso tempo, oltre che come direttore, fu anche uno dei primi agenti di autori per l'estero dove riuscì a vendere i diritti per le serie a fumetti della Alpe oltre a far lavorare diversi autori italiani. A Milano, insieme a Roberto Renzi e Giorgio Rebuffi, organizza la prima mostra di fumetti in Europa. Interrompe poi la collaborazione con Ponzoni per collaborare con l'editore Pasquale Giurleo. L'incarico di direttore della Alpe si concluderà nel 1976, quando si ritirò dalla professione.